# 55. Infanterie-Brigade (Deutsches Kaiserreich)
Die 55. Infanterie-Brigade war ein Großverband der Preußischen Armee.

## Geschichte
Die 55. Infanterie-Brigade wurde nach der Gründung des Herzogtums Baden im Jahre 1806 als 1. Infanterie-Brigade der Badischen Armee aufgestellt und war ab 1815 Teil der Militärverbände des Deutschen Bundes.
Zum 1. Juli 1871 wurde sie im Rahmen der am 25. November 1870 geschlossenen Militärkonvention zwischen dem Norddeutschen Bund und Baden in 55. Infanterie-Brigade umbenannt.
Sie war Teil der 28. Division mit Sitz in Karlsruhe, die dem XIV. Armee-Korps in Karlsruhe zugeordnet war. Von ihrer Aufstellung an bis zu ihrer Auflösung nach dem Ersten Weltkrieg war Karlsruhe ihr Standort.

### Gliederung
- 1871 bis 1889

1. Badisches Leib-Grenadier-Regiment Nr. 109, 2. Badisches Grenadier-Regiment „Kaiser Wilhelm I.“ Nr. 110, 2. Badisches Landwehr-Regiment Nr. 110
- 1889 bis zur Kriegsgliederung 1914

Wie oben, ohne das 2. Badische Landwehr-Regiment
- Kriegsgliederung am 26. Mai 1918

Wie oben, zusätzlich Füsilier-Regiment „Fürst Karl-Anton von Hohenzollern“ (Hohenzollernsches) Nr. 40, MG-Scharfschützen-Abteilung Nr. 37 und 2. Eskadron Jäger-Regiment zu Pferde Nr. 5

### Erster Weltkrieg
Mit der Mobilmachung im August 1914 musste die Brigade dasBrigade Ersatz Bataillon 55 aufstellen und wurde im Verband der 28. Division  ausschließlich an der Westfront eingesetzt.
Zu den Kampfhandlungen, Gefechten und Schlachten siehe Kampfgeschehen der 28. Division.

### Brigadekommandeure
| Name                                        | Datum                                 |
| ------------------------------------------- | ------------------------------------- |
| 1. Infanterie-Brigade (Großherzogtum Baden) |                                       |
| August von Vincenti                         | 1806 bis 1807                         |
| Ludwig Stockhorner von Starein              | 1813                                  |
| Karl von Brand zu Bühl                      | 1814 bis 1815                         |
| Franz Christoph Cornel                      | 1833/1839                             |
| Ludwig von Pfnorr                           | 1839                                  |
| Anton Schwartz                              | 1847                                  |
| Philipp Roeder von Diersburg                | 1851                                  |
| Friedrich von Porbeck                       | 1854                                  |
| Karl Wilhelm Waag                           | 1859                                  |
| 55. Infanterie-Brigade                      |                                       |
| Ferdinand Otto von Neumann-Cosel            | 3. Juni 1871 bis 13. Februar 1874     |
| Wilhelm von Bonin                           | 14. Februar 1874 bis 9. Februar 1877  |
| Karl Wilhelm von der Esch                   | 10. Februar 1877 bis 9. April 1880    |
| Ernst von Grolmann                          | 10. April 1880 bis 13. Juni 1883      |
| Wilhelm Roeder von Diersburg                | 14. Juni 1883 bis 6. Juli 1888        |
| Heinrich zu Rantzau                         | 7. Juli 1888 bis 16. April 1890       |
| Richard von Funck                           | 17. April 1890 bis 8. Februar 1891    |
| Hans von Plessen                            | 9. Februar 1891 bis 28. Dezember 1892 |
| August von Janson                           | 29. Dezember 1892 bis 17. Juli 1895   |
| Karl von Hugo                               | 18. Juli 1895 bis 21. Mai 1899        |
| Erich Lölhöffel von Löwensprung             | 22. Mai 1899 bis 21. März 1902        |
| Eduard von Hoffmeister                      | 22. März 1902 bis 8. Februar 1908     |
| Max von Schack                              | 9. Februar 1908 bis 1. Juni 1909      |
| Ludwig von Ompteda                          | 2. Juni 1909 bis 21. März 1912        |
| Horst von Oettinger                         | 22. März 1912 bis 1. August 1914      |
| Kurt von Olszewski                          | 2. August 1914 bis 21. März 1916      |
| Gustav Boehm                                | 22. März 1916 bis 30. Mai 19198       |
| Fritz von Selle                             | 31. Mai 1918 bis 10. November 1918    |
| Maximilian von Pfeil                        | 25. Januar 1919 (Demobilisierung)     |